# Capitulación de Linz
La Capitulación de Linz fue una acción tomada durante la guerra de sucesión austríaca.
En enero de 1742, el mariscal de campo austriaco Ludwig Andreas von Khevenhüller había recapturado Linz esto obligó a 10.000 soldados franceses a rendirse. Otras fuentes afirman que el comandante francés amenazó con destruir completamente la ciudad, y se le permitió retirar sus tropas a Baviera para recuperar una Linz intacta.